# Лурье, Аркадий Александрович
Аркадий Александрович Лурье (9 февраля 1916, Грузия—1990) — советский художник-иллюстратор, график, художник книги. Член МОССХ (с 1947), член Союза художников СССР, член Союза журналистов СССР (с 1961).

## Биография
В 1933—1939 обучался на графическом факультете Тбилисской академии художеств, которую окончил с отличием. Ученик профессоров Е. Е. Лансере и О. А. Шарлеманя.
С 1932 работал художником-графиком Закавказского госиздательства. С 1933 сотрудничал с журналами Грузии: «Нианги», «Физкультурник Закавказья».
Член Союза художников Грузии с 1936 года.
Специальным решением управления культуры Грузии был направлен в Москву в аспирантуру Московского художественного института им. В. И. Сурикова, где продолжил учёбу в 1939—1941 года, класс профессоров Д. С. Моора и Н. Э. Радлова.
Добровольцем участвовал в Великой Отечественной войне.
После окончания войны сотрудничал, как художник-иллюстратор в журналах: «Советский воин», «Мурзилка», «Огонёк», «Смена», «Работница», «Крестьянка», «Юность», «Знание-сила», «Вокруг света».
Член Московского союза советских художников (с 1947), член Союза художников СССР, член Союза журналистов СССР (с 1961).
Проиллюстрировал свыше 300 книг. Работал с издательствами: «Воениздат», «Детгиз», «Детская литература», «Гослитиздат», «Молодая гвардия», «Госкомиздат», «Малыш», «Советский писатель» и др.
Книги для детей с иллюстрациями Лурье А.А.: Л. Гальперштейн, П. Хлебников «Наш гараж» (1954); И. Винокуров «Самолет летит» (1952); С. Гарин «Прозрачный слоник» (1960), «Про смелых людей и железную гору» (1960); Н. Артюхова «Трудный вечер» (1958); Ю. Дмитриев «Матрос Железняк» (1962); Г. Демыкина «Горячее солнышко» (1981); сборник «Малышкина книжка» (1970); В. Смирнов «Щучий завтрак» (1973) и многие другие.
Адрес в Москве: улица Беговая, 7
Последние годы жизни провел на своей даче в Пушкино под Москвой.
Сын — Игорь Аркадьевич Лурье (род. 11.03.1941, Москва). Живет в США. В 1968 году окончил Тбилисскую государственную академию художеств. Дипломная работа — памятник милиционеру Б.К.Домбровскому в Пушкино Московской области. С 1971 года — член Союза художников СССР. Автор памятника Владимиру Маяковскому на Акуловой горе в Пушкино.

## Избранные работы и книжные иллюстрации
- серия литографий на тему «Революционное движение в Закавказье»
- серия иллюстраций о Великой Отечественной войне
- «Хлеб» А. Н. Толстого (дипломная работа)
- ряд книг Бориса Полевого
- произведения С. Лема
- «Два капитана» В. А. Каверина
- «Выстрел Авроры» П. Макрушенко
- «Котовский» В. Шмерлинга
- «Владимир Ильич Ленин» Н. К. Крупской

## Избранные книги для детей с иллюстрациями А. Лурье
- Л. Гальперштейн, П. Хлебников «Наш гараж» (1954);
- И. Винокуров «Самолет летит» (1952);
- Н. Артюхова «Трудный вечер» (1958);
- С. Гарин «Прозрачный слоник» (1960), «Про смелых людей и железную гору» (1960);
- Ю. Дмитриев «Рассказы о Котовском» (1961);
- Ю. Дмитриев «Матрос Железняк» (1962);
- Г. Демыкина «Горячее солнышко» (1981);
- «Рассказы о юных героях»;
- «Час мужества». Стихотворения и рассказы о Великой Отечественной войне;
- сборник «Малышкина книжка» (1970);
- В. Смирнов «Щучий завтрак» (1973) ;
- А. Студитского «Дорога богатырей. Сокровище Черного моря»
- сборник стихов и песен для детей «Наш Ленин».
- сборник рассказов «Детях об Ильиче» и многи др.